# Yoshika Matsubara
Yoshika Matsubara (Japón, 19 de agosto de 1974) es un exfutbolista japonés que jugaba de delantero. 

## Trayectoria
Su primer club fue el Peñarol uruguayo. En Uruguay además jugó por Progreso y Defensor Sporting. En su país natal jugó por el Júbilo Iwata, Shonan Bellmare, Okinawa Fukuoka y Shizuoka FC.

## Selección nacional
Ha sido internacional con la selección de fútbol de Japón en varias oportunidades jugando con ella durante los Juegos Olímpicos de Verano de 1996.

## Clubes
| Club              | País    | Periodo   | Partidos Jugados | Goles |
| ----------------- | ------- | --------- | ---------------- | ----- |
| Peñarol           | Uruguay | 1993      |                  |       |
| Júbilo Iwata      | Japón   | 1994-1995 | 33               | 10    |
| Shimizu S-Pulse   | Japón   | 1996      | 13               | 3     |
| Ichihara Chiba    | Japón   | 1997      | 25               | 8     |
| Júbilo Iwata      | Japón   | 1998      | 0                | 0     |
| Rijeka            | Japón   | 1999      | 2                | 0     |
| SR Delémont       | Croacia | 1999      | 5                | 0     |
| Shonan Bellmare   | Japón   | 2000      | 35               | 12    |
| Progreso          | Uruguay | 2001      | 0                | 0     |
| Avispa Fukuoka    | Japón   | 2001      | 8                | 0     |
| Defensor Sporting | Uruguay | 2002      | 0                | 0     |
| Okinawa           | Japón   | 2003-2004 |                  |       |
| Shizuoka FC       | Japón   | 2004-2005 |                  |       |